# Christian Friedrich Bernhard Augustin
Christian Friedrich Bernhard Augustin (28. listopadu 1771, Gröningen – 1. září 1856, Halberstadt) byl evangelický teolog, spisovatel a historik.

## Život
Navštěvoval školu v Halberstadtu a Wernigerode. V roce 1790 začal studovat historii a teologii v Hallu a vstoupil do Corps Guestphalia Halle. Po ukončení studia působil jako učitel a kazatel v Halberstadtu. Složil doktorát z teologie a filozofie a stal se členem několika společností.
Napsal řadu odborných spisů a byl nadšeným sběratelem. Vytvořil také městskou knihovnu. V letech 1801–1810 redigoval „Gemeinnützige Unterhaltungen“ a v roce 1821 „Halberstädtische Blätter“. Jeho zvláštní luteránskou sbírku získal Fridrich Vilém IV. pro Augusteum und Lutherhaus Wittenberg. V roce 1832 se stal čestným občanem města Halberstadt.